# Niklas Süle
Niklas Süle (Frankfurt, 1995. szeptember 3. –) német válogatott labdarúgó, a Borussia Dortmund hátvédje. Nevének magyaros hangzása nem véletlen, édesapja Georg (magyar nevén Süle György), bár már Németországban született, magyar származású. 2016. január 15-én bejelentették, hogy a következő szezont a német rekordbajnok Bayern München csapatánál folytatja.

## Pályafutása

### Klubcsapatban
Süle pályafutását a Rot-Weiß Walldorfnál kezdte. Később az Eintracht Frankfurthoz igazolt, ahol a 2008-2009-es szezon végéig játszott. Utánpótláskorúként megjárta még a Darmstadt és a Hoffenheim csapatát. Utóbbi klubnál mutatkozott be a Bundesligában, a 2012-13-as szezonban. 2013. május 11-én a Hamburger SV elleni bajnokin a mérkőzés hajrájában állt be. Első Bundesliga-gólját a Bayern München ellen szerezte 2013. november 2-án. 2017. március 31-én Süle a Hertha BSC ellen 100. német élvonalbeli találkozóján lépett pályára.
A 2017-18-as szezon előtt a Bayern München igazolta le. Süle 2022 júniusáig írt alá. Új csapatában a Borussia Dortmund elleni Szuperkupa-mérkőzésen mutatkozott be 2017. augusztus 5-én. Augusztus 18-án, az új bajnokság első fordulójában első gólját is megszerezte a Bayernben. 2017. szeptember 12-én, az RSC Anderlecht ellen pályára lépett a Bajnokok Ligájában is.

### A válogatottban
Süle részt vett a 2016-os olimpián. A Brazília elleni döntőben büntetőkkel maradtak alul, Süle elhibázta a saját lövését. A tornáról hazatérve minden kerettag megkapta az Ezüst babérlevél elnevezésű állami kitüntetést a német államfőtől. 2016. augusztus 31-én a felnőtt válogatottban is bemutatkozott és részt vett a 2017-es konföderációs kupán.

## Statisztika

### Klubcsapatokban
Legutóbb 2021. január 8-án lett frissítve.
| klub               | Szezon         | League               | League | League | Nemzeti kupa | Nemzeti kupa | Nemzetközi kupa | Nemzetközi kupa | Egyéb | Egyéb | Összesen | Összesen |  |
| klub               | Szezon         | Bajnokság            | Mérk.  | Gólok  | Mérk.        | Gólok        | Mérk.           | Gólok           | Mérk. | Gólok | Mérk.    | Gólok    |  |
| ------------------ | -------------- | -------------------- | ------ | ------ | ------------ | ------------ | --------------- | --------------- | ----- | ----- | -------- | -------- |  |
| 1899 Hoffenheim II | 2012–13        | Regionalliga Südwest | 4      | 0      |              |              |                 |                 |       |       | 4        | 0        |  |
| 1899 Hoffenheim II | 2013–14        | Regionalliga Südwest | 0      | 0      |              |              |                 |                 |       |       | 2        | 0        |  |
| 1899 Hoffenheim II | Összesen       | Összesen             | 6      | 0      |              |              |                 |                 |       |       | 6        | 0        |  |
| 1899 Hoffenheim    | 2012–13        | Bundesliga           | 2      | 0      | 0            | 0            |                 |                 | 2     | 0     | 1        | 0        |  |
| 1899 Hoffenheim    | 2013–14        | Bundesliga           | 25     | 4      | 3            | 1            |                 |                 |       |       | 28       | 5        |  |
| 1899 Hoffenheim    | 2014–15        | Bundesliga           | 15     | 1      | 2            | 0            |                 |                 |       |       | 17       | 1        |  |
| 1899 Hoffenheim    | 2015–16        | Bundesliga           | 33     | 0      | 1            | 0            |                 |                 |       |       | 34       | 0        |  |
| 1899 Hoffenheim    | 2016–17        | Bundesliga           | 33     | 3      | 1            | 0            |                 |                 |       |       | 35       | 2        |  |
| 1899 Hoffenheim    | Összesen       | Összesen             | 107    | 7      | 7            | 1            |                 |                 | 2     | 0     | 116      | 8        |  |
| Bayern München     | 2017–18        | Bundesliga           | 27     | 2      | 5            | 0            | 9               | 0               | 1     | 0     | 42       | 2        |  |
| Bayern München     | 2018–19        | Bundesliga           | 31     | 2      | 4            | 0            | 6               | 0               | 1     | 0     | 42       | 2        |  |
| Bayern München     | 2019–20        | Bundesliga           | 8      | 0      | 1            | 0            | 6               | 0               | 1     | 0     | 16       | 0        |  |
| Bayern München     | 2020–21        | Bundesliga           | 10     | 1      | 1            | 2            | 4               | 1               | 2     | 0     | 17       | 2        |  |
| Bayern München     | Összesen       | Összesen             | 76     | 5      | 11           | 0            | 25              | 1               | 5     | 0     | 117      | 6        |  |
| Teljes karrier     | Teljes karrier | Teljes karrier       | 189    | 12     | 19           | 1            | 25              | 1               | 7     | 0     | 240      | 14       |  |

### Válogatott
2020. november 17-én lett frissítve
| Németország | Németország     | Németország | Németország |
| Év          | Pályára lépések | Gólok       |             |
| ----------- | --------------- | ----------- | ----------- |
| 2016        | 1               | 0           |             |
| 2017        | 7               | 0           |             |
| 2018        | 8               | 1           |             |
| 2019        | 8               | 0           |             |
| 2020        | 5               | 0           |             |
| Összesen    | 29              | 1           |             |

### Válogatott góljai
| #  | Dátum             | Helyszín                            | Ellenfél    | Gólja | Végeredmény | Kiírás     |
| -- | ----------------- | ----------------------------------- | ----------- | ----- | ----------- | ---------- |
| 1. | 2018. november 15 | Red Bull Arena, Lipcse, Németország | Oroszország | 2–0   | 3–0         | Barátságos |

## Sikerei, díjai

### Klubcsapatokban
- Bayern München
  - Német bajnok (3): 2017–18, 2018–19, 2019–20
  - Német szuperkupa (3): 2017, 2018, 2020
  - Német kupa (2): 2018–19, 2019–20
  - Bajnokok Ligája: 2019–20
  - Európai szuperkupa: 2020

### Német olimpiai válogatott
- - Olimpiai– döntős: 2016

### Német válogatott
- Konföderációs kupa: 2017

### Egyéni
- Bundesliga – a szezon csapata:2016–17